# デイリーマイナープラネット (小惑星)
(227711) デイリーマイナープラネット（英語: Dailyminorplanet）は、小惑星帯を公転する小惑星の一つである。2025年4月28日に、発見グループがズーニバース（市民科学プロジェクトのウェブプラットフォーム）上で運用している小惑星捜索プロジェクト名に因んだ命名が発表された。

## 特徴
太陽からの軌道長半径が約 3.098 au（約4億6470万 km）離れた、軌道離心率が約 0.214 楕円軌道を約5.4年（約1,991日）の公転周期で公転している、小惑星帯内に位置する小惑星の一つである。軌道は黄道面から約16.651度傾いており、小惑星帯の中では比較的外側付近を公転しているため、地球には最小でも1.44 auまでしか接近せず、むしろ木星に最小で1.21 auと地球よりも近くまで接近する。絶対等級は約15.46等級とされ、赤外線観測衛星NEOWISEの観測によって直径が約7.5 kmと推定されている。

## 観測と登録
デイリーマイナープラネットは2006年2月27日にアメリカアリゾナ州ツーソンピグロー山でスチュワード天文台が運営するカタリナ観測所が口径68cmのシュミットカメラ主焦点に搭載したCCDカメラで行っている観測プロジェクト、カタリナ・スカイサーベイで発見され、同年3月14日に仮符号天体2006 DP114として公表された。
その後に撮影された画像や、発見日以前に撮影された画像に写っていたこの天体が検出され、軌道の精度が高まると、キットピーク国立天文台が行っていた観測プロジェクトスペースウォッチが1998年10月15日に発見し、同年11月10日に1998 TK28として公表されていた天体が2006 DP114と同一の天体と判明した。
仮符号状態では小惑星は正式に登録されたわけではなく、正式な番号登録には多くの観測が集まり軌道が正確に確定する必要がある。2009年11月20日まで70件以上の観測が集まり軌道がさらに精査されたことで、2009年12月2日付で小惑星センターより公開された小惑星回報「MPC 67617- 67894」にて、小惑星番号227,711番が与えられた。
番号が登録されてからも観測は随時続いており、2024年9月30日までに世界中の観測所から計439回の観測記録がある。

## 命名
デイリーマイナープラネット（日本語版名:更新する小惑星）は、市民科学プロジェクトのウェブプラットフォームであるズーニバース上で2023年から行われている、研究者でない一般市民でも、研究機関による小惑星捜索を簡単に手助けできるプロジェクトである。カタリナスカイサーベイの一環として、研究者チームがレモン山天文台で運用しているレモン山サーベイが毎晩撮影した画像から自動検出した小惑星候補の連続画像をウェブ上にアップロードし、ユーザーはその1つ1つの画像をチェックしてその候補が本物の天体のように見えるか、ただのノイズかをYES/NOで判断することで、手軽で短時間に小惑星捜索に貢献できる。研究者が確認できる画像の数には限界がある中、多くの市民のボランティアが研究者の確認しきれなかった画像を探し、既に数多くの小惑星を発見している。
一部参加者からのリクエストもあり、プロジェクトのリーダーでカタリナスカイサーベイのディレクターを務めるデイヴィッド・カーソン・フルスが、2024年9月にプロジェクト内のトークボード（掲示板）で、参加者に向けて小惑星に付けたい名前を募集したところ、多くの候補が寄せられた。同年10月にフルスは多かった名前をいくつかピックアップし、参加者に向けてアンケートを実施したところ、プロジェクト名そのものである「Dailyminorplanet」が最も多く票を集めた。当時は、デイリーマイナープラネットで発見された天体は全て仮符号の状態で、確定番号が登録され命名権発生に至った天体はなかったため、カタリナスカイサーベイが（デイリーマイナープラネットと無関係に）過去に発見し番号登録されていた小惑星の1つである2006 DP114に対しこの名前が申請された。そして国際天文学連合の小天体の命名審査に関するワーキンググループ (WGSBN) より2025年4月28日に発行された『WGSBN Bulletin』にて命名が公表され、正式にDailyminorplanetと命名された。
マイナープラネット(minor planet)とはかつて小惑星などの天体の総称として正式に使われ、2006年に国際天文学連合が呼称を再編しマイナープラネットの呼び方を撤廃した後も現在に至るまで慣習的には使用され続けている呼び名である。そのため、この天体の命名によって「小惑星」の固有名として「小惑星」を含む名前が認定されたこととなる。